# Posen (Illinois)
Posen es una villa ubicada en el condado de Cook en el estado estadounidense de Illinois. En el Censo de 2010 tenía una población de 5987 habitantes y una densidad poblacional de 1.977,41 personas por km².

## Geografía
Posen se encuentra ubicada en las coordenadas 41°37′45″N 87°41′9″O / 41.62917, -87.68583. Según la Oficina del Censo de los Estados Unidos, Posen tiene una superficie total de 3.03 km², de la cual 3.03 km² corresponden a tierra firme y (0%) 0 km² es agua.

## Demografía
Según el censo de 2010, había 5987 personas residiendo en Posen. La densidad de población era de 1.977,41 hab./km². De los 5987 habitantes, Posen estaba compuesto por el 56.96% blancos, el 17.29% eran afroamericanos, el 0.6% eran amerindios, el 0.43% eran asiáticos, el 0.1% eran isleños del Pacífico, el 20.95% eran de otras razas y el 3.67% pertenecían a dos o más razas. Del total de la población el 52.96% eran hispanos o latinos de cualquier raza.

## Educación
El Distrito Escolar Posen-Robbins 143½ gestiona escuelas públicas en Posen.